# Simon Dekker
Simon Dekker (Hoorn, 12 novembre 1756 – Maasdammerhof teBergen, 30 settembre 1824) è stato un ammiraglio olandese, distintosi nella riconquista della Colonia del Capo olandese nel 1804.

## Biografia
Nacque a Hoorn il 12 novembre 1756, figlio di Nicolaas Pietersz (1717-1765) e di Anna Joans Groot. Nel 1781 si sposò con la signorina Cornelia Samuels Holland (1762-1821).
Divenne kapitein ter zee di terza classe presso l'Ammiragliato del Quartiere del Nord il 1 giugno 1781, e fu nominato comandante della Westfriesland il 28 gennaio. Nel 1787 a causa del suo attaccamento allo Statholder Guglielmo V cadde in disgrazia, ritornando in auge dopo la rivoluzione e la conseguente partenza dello statholder dai Paesi Bassi. Il 19 dicembre 1794 partì per le Indie orientali olandesi come comandante della fregata Medenblik, divenne kapitein ter zee di prima classe nel 1797.
Dopo la partenza delle truppe inglesi e russe dai Paesi Bassi, che avevano tentato di occupare, il vascello Bato fu immediatamente trasferito al Vlieter vicino a Texel, dove fu rimesso in servizio attivo il 18 novembre 1799 ed egli ne assunse il comando. L'equipaggio proveniva dalla nave gemella Brutus, l'ex Prins Wilhelm der Erste, e la nave svolse funzioni di guardiaporto. Nel 1801 la nave fu addirittura temporaneamente messa fuori servizio.  Il 21 giugno 1801 fu promosso Schout-bij-Nacht.
Nel 1802 al comando dei vascelli Pluto,  (sua nave ammiraglia), Kortenaer, Bato, e della fregata da 32 cannoni Maria Reygersbergh , salpò da Texel per raggiungere e riconquistare la Colonia del Capo. Tutte le navi della linea erano armate "en flûte" in quanto la batteria più bassa e più pesante era stata sbarcata per il trasporto dei 2.000 militari e sul Bato viaggiava il nuovo governatore Jan Willem Janssens e il suo bagaglio. L'equipaggio del Bato era ridotto a 210 uomini.  Il comando della squadra navale fu assegnato a lui, con le navi così cariche che alla partenza si rese necessario trasferire parte del carico su un certo numero di navi mercantili noleggiate per rendere le tre navi della linea in qualche modo idonee alla navigazione L'intenzione era che lo squadra navale avrebbe poi navigato verso le Indie Orientali per raggiungere Batavia. Lì le navi di linea avrebbero dovuto caricare prodotti coloniali destinati alla vendita in Europa. Le spese sostenute per la missione dovevano essere pagate con i relativi proventi. Il 5 agosto 1802 le navi partirono, con il Bato che rimase sempre indietro rispetto alle altre unità.
L'evacuazione della Colonia del Capo da parte degli inglesi avvenne senza intoppi, e dopo lo sbarco delle truppe il contrammiraglio partì subito per le Indie Orientali con il grosso delle sue navi. Il Bato inizialmente rimase indietro, ma il 10 aprile 1803, sei giorni dopo le altre navi, anche questa nave raggiunse la rada di Batavia.
Il contrammiraglio sperava di integrare l'armamento e l'equipaggio delle sue navi di linea nelle Indie orientali, ma ciò non fu possibile. Lì erano disponibili solo vecchi cannoni da 12 libbre, non adatti all'utilizzo sulle navi. Poiché il contrammiraglio non voleva utilizzare personale asiatico, gli equipaggi poterono essere integrati solo parzialmente con i sopravvissuti delle fregate danneggiate. Le voci sullo scoppio della guerra e il cattivo rapporto con il governatore generale delle Indie orientali lo costrinsero a salpare il prima possibile. Carico di spezie, lasciò Batavia il 18 ottobre 1803 con le navi della linea Pluto, Kortenaer e Bato. Voleva raggiungere l'Île de France, dove sperava di rafforzare almeno il suo armamento, ed in effetti in un forte furono trovati un certo numero di cannoni da 24 libbre senza affusto. Spendendo molto denaro riuscì anche a far realizzare degli affusti improvvisati. Il Pluto fu armato con questi cannoni, mentre le altre due navi dovevano ancora consegnare alcuni membri del loro equipaggio per avere almeno una nave adeguatamente armata ed equipaggiata.
Il 28 gennaio 1804 intraprese una crociera lungo la costa del Natal con le sue tre navi, sperando di intercettare un convoglio inglese. Nel suo rapporto scrisse che le sue navi avevano parecchi problemi: sulla ammiraglia, la Pluto, le vele si strapparono durante una tempesta perché il sartiame si era deteriorato e la testa del timone si era rotta. L'albero maestro del Bato stava per spezzarsi. Pertanto interruppe la crociera e fece rotta verso il Capo di Buona Speranza. Al suo ritorno alla Colonia del Capo la Bato fu sottoposta ad una attenta ispezione e trovata in cattive condizioni, e così egli decise di dividere il suo equipaggio sulle altre due navi e trasferire l'armamento al Kortenaer, cosa che a causa delle condizioni meteorologiche avvenne a Simons Bay.  Con la Pluto e la Kortenaer partì nuovamente per le Indie Orientali perché la guerra aveva reso impossibile il suo ritorno nella Repubblica Batava.
Arrivato nelle Indie Orientali e non volendo servire sotto gli ordini del viceammiraglio Pieter Hartsinck, lasciò il suo posto di comando e tornò dalle Indie Orientali nei Paesi Bassi nel dicembre 1805. Sottoposto a corte marziale il 28 febbraio 1806 presso lo Hooge Militaire Vierschaar, fu condannato a morte, ma la sentenza fu sospesa dal Raadpensionaris Schimmelpenninck. Tuttavia fu radiato dai ruoli della Marina militare senza mai potervi più rientrare in servizio. Tornato alla vita civile tra il 1809 e il 1812 soggiornò a Egmond aan den Hoef, nella casa Beekvliet, e fu sindaco del paese dal 1813 al 1817. Si spense a Maasdammerhof teBergen il 30 settembre 1824.

### Annotazioni
1. ↑  La casa si trovava sulla Heereweg, e venne demolita nel febbraio 1931.

### Fonti
1. 1 2 3 4  Digitale Bibliotheek von der Nederlandse Letteren.
2. 1 2 3 4  Genealogieonline.
3. ↑  NL-HaNA, Marine / Monsterrollen, 2.01.30, inv.nr. 173: Soldijrol Bato, kapitein Simon Dekker.
4. 1 2  de Jonge 1862, p. 524.
5. ↑  de Jonge 1862, p. 696.
6. ↑  F.N. Groustra e J.R. Bruijn, Een kentering in de gezondheid aan boord. Bataafse vloten naar Oost- en West-Indië, 1802 in Tijdschrift voor zeegeschiedenis. Jaargang 14, Nr. 1 , Leiderdorp, mei 1995, pp. 29-49.
7. 1 2  Milo 1960, pp. 388-389.
8. ↑  de Jonge 1862, p. 525.
9. ↑  Milo 1960, p. 400.
10. ↑  de Jonge 1862, p. 602.
11. ↑  Milo 1960, pp. 440-460.
12. ↑  Deepresearch.
13. ↑  NL-HaNA, Marine, 1795-1813, 2.01.29.01, inv.nr. 506: Rapport van Sbn. Dekker 1802-1804.
14. ↑  de Jonge 1862, p. 596.
15. ↑  de Jonge 1862, p. 604.